# Una muchachita de Valladolid
Una muchachita de Valladolid és una obra de teatre escrita per Joaquín Calvo Sotelo i estrenada el 10 d'abril de 1957 al Teatro de la Comedia de Madrid. Ha estat adaptada al cinema.

## Argument
Patricio Arnáiz és un diplomàtic madur i solterón que presta els seus serveis en una ciutat del nord europeu. Allí té una núvia, Erika, però aquesta sembla no fer-li massa cas i el seu temperament, viu i jovial, xoca amb el del tranquil Patricio, fins que, per Nadal, i passant ell un refredat, la relació acaba. Rep una trucada d'un col·lega d'Espanya, el qual li aconsella un canvi d'aires i la cerca d'una esposa modosita i religiosa, a Àvila, Burgos o Valladolid, perquè segons ell, és condició indispensable per al seu ascens a Ministre Plenipotenciari l'estar casat.
Patricio arriba a Valladolid per Setmana Santa, i en una processó coneix Mercedes Martínez Rey, una senzilla jove val·lisoletana que, després d'un rebuig inicial, decideix contreure matrimoni amb ell. L'obra es recrea en escenes de la Setmana Santa val·lisoletana, com ara els oficis a l'església de Santiago i el Pregó i Sermó de les Set Paraules, així com diverses al·lusions al Museu Nacional d'Escultura.
Una vegada que Patricio hagi estat nomenat Ministre Plenipotenciari a Madrid i estigui a l'espera de destinació a l'estranger, la parella coincideix amb Erika, la qual sent gelosia de la feliç situació de Mercedes i li insinua que Patricio només cerca en ella la posició d'home casat per a poder escalar llocs en la carrera diplomàtica. Després d'una breu discussió, Mercedes comprova que l'amor de Patricio és sincer i es reconcilien, preparant-se per al seu nou lloc en un país de Sud-amèrica. Hi ha en aquesta part de l'obra una frase que Mercedes, amb certa importància, li diu a Erika, i que ha adquirit fama: Valladolid era Cort quan Madrid no existia. Té solera, raça.
Una vegada instal·lats a l'estranger, en la nova destinació del marit, aquest ha d'emprar els seus encants amb l'esposa d'un magnat del petroli per a obtenir uns quantiosos contractes en benefici del país. Aquesta circumstància enfureix a Mercedes, qui al seu torn, resulta seductora per al propi magnat. L'obra entra aquí en una dinàmica d'embolic que, després de diversos episodis, es resol en final feliç per a la parella i acaba a Valladolid de nou, un any després, en un balcó de la Plaça Mayor des del qual presencien el Sermó de les Set Paraules.

## Representacions destacades
- Teatre (Estrena, 1957). Intèrprets: Alberto Closas (Patricio), María Asquerino (Mercedes), Mercedes Muñoz Sampedro, Carlos Mendy, Manuel Domínguez, Rafael Gil Marcos.
- Teatre (Teatro Lope de Vega, Valladolid, 1958). Intèrprets: Margot Cottens, Andrés Mejuto, Ana María Morales, Antonio Ferrandis, Mario Álex.
- Cinema (Espanya, 1958). Direcció: Luis César Amadori. Intèrprets: Alberto Closas (Patricio), Analía Gadé (Mercedes), Alfredo Mayo, Lina Rosales, José Luis López Vázquez.[2]
- Televisió (Primera fila, TVE, 1965). Intèrprets: Fernando Delgado, María del Puy, Luis Prendes.
- Televisió (Estudio 1, TVE, 1973). Direcció: José Antonio Páramo. Intèrprets: Alberto Closas (Patricio), Concha Velasco (Mercedes), José Sacristán, Helga Liné, Aurora Redondo.[3]